# Paudie Fitzgerald
Paul „Paudie“ Fitzgerald (* 5. Dezember 1933 in Lispole (County Kerry); † 3. Dezember 2020) war ein irischer Radrennfahrer.

## Sportliche Laufbahn
Fitzgerald war Straßenradsportler und für das Einzelrennen der Olympischen Sommerspiele 1956 in Melbourne nominiert. Im olympischen Straßenrennen durften er und seine Teamkollegen Tommy Flanagan, der Meister der National League sowie Tom Gerard, obwohl sie offiziell gemeldet waren, nicht starten. Grund war ihre Mitgliedschaft in der National Cycling Association (NCA). Dieser Verband wurde von der UCI und damit auch vom IOC nicht anerkannt.
1956 siegte Fitzgerald im irischen Etappenrennen Rás Tailteann, dem damals bedeutendsten internationalen Etappenrennen in Irland. Er holte dabei zwei Etappensiege. 1953 war er Fünfter und 1954 Sechster der Gesamtwertung geworden.